# Szabadkígyós
Szabadkígyós je vas na Madžarskem, ki upravno spada pod podregijo Gyulai Županije Békés.